# Jörg Aldinger
Jörg Aldinger (* 17. Januar 1955 in Stuttgart) ist ein deutscher Architekt.

## Leben
Von 1975 bis 1980 studierte Jörg Aldinger an der Universität Stuttgart und der Technion in Haifa Architektur. Nach seinem Diplom arbeitete er von 1981 bis 1983 beim Stuttgarter Architekturbüro Kammerer + Belz (Walter Belz und Hans Kammerer). Seit 1983 ist er als freier Architekt Mitglied der Architektenkammer Baden-Württemberg und gründete im selben Jahr das Architekturbüro Aldinger & Aldinger – als Fortführung des traditionsreichen Büros von Wilhelm und Walter Aldinger, das seit 1911 besteht.
1984 wurde Jörg Aldinger in den Bund Deutscher Architekten (BDA) berufen und begann seine Arbeit als Fachpreisrichter. Er lehrt seit 1994 als Professor für Energieoptimiertes Bauen und Entwerfen an der Hochschule Biberach. Als Gastprofessor an der California State Polytechnic University in Los Angeles verbrachte Jörg Aldinger die Jahre 1999 und 2000 in den Vereinigten Staaten. Von 2004 bis 2008 war er Dekan der Fakultät Architektur und Gebäudeklimatik an der Hochschule Biberach.
Jörg Aldinger ist Mitglied im Gestaltungsbeirat der Städte Karlsruhe und Konstanz.
Mit den Stuttgarter Architekten Dirk Herker und Thomas Strähle besteht seit 2005 die Sozietät Aldinger Architekten Planungsgesellschaft mbH mit derzeit rund 20 Mitarbeitern. Das Büro nimmt regelmäßig an internationalen Architekturwettbewerben teil und erstellt Machbarkeitsstudien als Grundlage für strategische Entscheidungen zu Themen in Architektur und Städtebau. Erfahrungen in der Realisierung unterschiedlicher Standards des Green Building sowie mit Planung und Verfahren für nachhaltiges Bauen mit DGNB- und LEED-Zertifizierungen ergänzen den Kompetenzbereich des Büros.
Jörg Aldinger lebt mit seiner Familie in Stuttgart.

## Auszeichnungen
Die Arbeiten des Büros werden immer wieder mit Preisen bedacht, wie mit dem Auszeichnungsverfahren Beispielhaftes Bauen für das Berufsschulzentrum Balingen dem Hugo-Häring-Preis (beispielsweise für die Bezirksärztekammer NW, Stuttgart) oder der Auszeichnung Guter Bauten (beispielsweise für die Ludwig Uhland Realschule, Tuttlingen und das Hospiz St. Martin, Stuttgart).